# Vedette (lexicographie)
Pour les articles homonymes, voir Vedette.

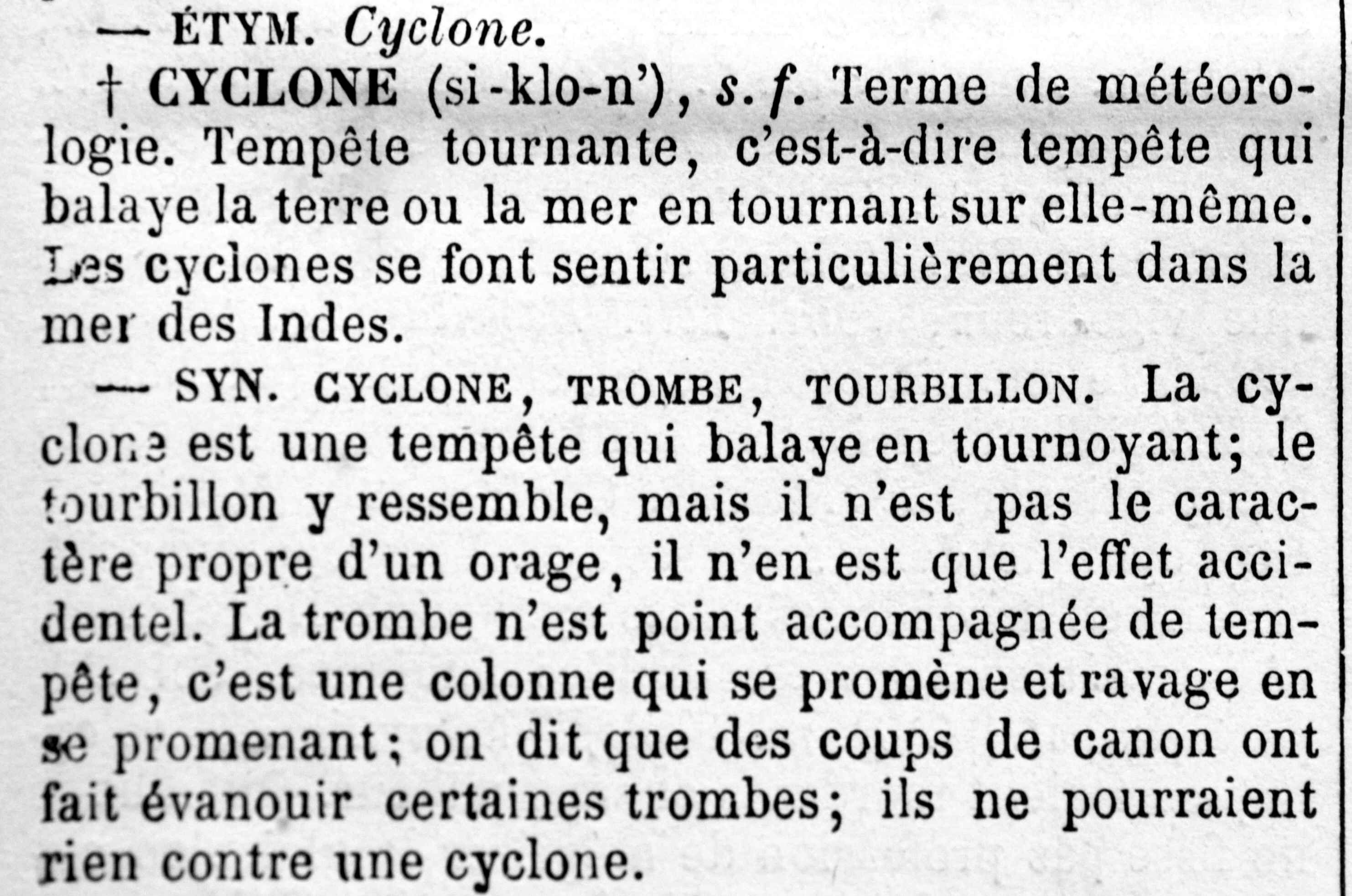
Exemple de vedette : l'entrée du mot « cyclone » (typographié ici en gras et en capitales) dans l'édition de 1863 du Littré.

Une vedette, ou mot vedette, est, dans une entrée de dictionnaire ou d'encyclopédie, le terme défini, écrit devant la définition ou toute autre information donnée à son sujet, telle que la catégorie grammaticale ou l’étymologie. Ce terme est généralement mis en valeur par un traitement typographique particulier permettant de le distinguer très clairement des autres informations, afin que le lecteur puisse trouver les vedettes en feuilletant rapidement, et de façon à ce qu’il n’y ait aucune ambiguïté sur les caractères faisant partie ou non du terme défini.
On appelle « vedettes de renvoi » les entrées dont le seul contenu est un renvoi vers une autre entrée (par exemple, une variante morphologique ou un synonyme).